# Tortula meridionalis
Tortula meridionalis là một loài Rêu trong họ Pottiaceae. Loài này được (Luisier) Guim. miêu tả khoa học đầu tiên năm 1919.